# 圖爾莫澤羅湖
圖爾莫澤羅湖是俄羅斯的湖泊，由卡累利阿共和國負責管轄，海拔高度76米，長11.1公里、寬4.0公里，面積12.9平方公里，最大水深8米，湖中有多種魚類棲息。